# Critics' Choice Awards de 2013
O 18.º Critics' Choice Movie Awards (no original, em inglês, 18th Critics' Choice Awards) foi a 18.ª edição organizada pela associação de críticos de cinema dos Estados Unidos e Canadá, Broadcast Film Critics Association, para honrar os melhores profissionais e obras de cinema de 2012.
Os nomeados foram anunciados em 11 de dezembro de 2012. Transmitida pelo The CW e apresentada por Sam Rubin, a cerimônia coroou Argo como Melhor Filme e Ben Affleck, diretor do mesmo filme, como Melhor Diretor.

## Vencedores e nomeados
| Melhor Filme - Argo - Beasts of the Southern Wild - Django Unchained - Les Misérables - Life of Pi - Lincoln - The Master - Moonrise Kingdom - Silver Linings Playbook - Zero Dark Thirty | Melhor Diretor - Ben Affleck – Argo - Kathryn Bigelow – Zero Dark Thirty - Tom Hooper – Les Misérables - Ang Lee – Life of Pi - David O. Russell – Silver Linings Playbook - Steven Spielberg – Lincoln |
| Melhor Ator - Daniel Day-Lewis como Abraham Lincoln – Lincoln - John Hawkes como Mark O'Brien – The Sessions - Hugh Jackman como Jean Valjean – Les Misérables - Bradley Cooper como Patrizio "Pat" Solitano, Jr. – Silver Linings Playbook - Joaquin Phoenix como Freddie Quell – The Master - Denzel Washington como William "Whip" Whitaker, Sr. – Flight                   | Melhor Atriz - Jessica Chastain como Maya – Zero Dark Thirty - Naomi Watts como Maria Bennett – The Impossible - Marion Cotillard como Stéphanie – Rust and Bone - Emmanuelle Riva como Anne Laurent – Amour - Jennifer Lawrence como Tiffany Maxwell – Silver Linings Playbook - Quvenzhané Wallis como Hushpuppy – Beasts of the Southern Wild |
| Melhor Ator Coadjuvante - Philip Seymour Hoffman como Lancaster Dodd – The Master - Matthew McConaughey como Dallas – Magic Mike - Tommy Lee Jones como Thaddeus Stevens – Lincoln - Robert De Niro como Patrizio "Pat" Solitano, Sr. – Silver Linings Playbook - Javier Bardem como Raoul Silva – Skyfall - Alan Arkin como Lester Siegel – Argo                              | Melhor Atriz Coadjuvante - Anne Hathaway como Fantine – Les Misérables - Amy Adams como Peggy Dodd – The Master - Judi Dench como M – Skyfall - Ann Dowd como Sandra – Compliance - Sally Field como Mary Todd Lincoln – Lincoln - Helen Hunt como Cheryl Cohen-Greene – The Sessions                                                            |
| Melhor Ator/Atriz Juvenil - Quvenzhané Wallis como Hushpuppy – Beasts of the Southern Wild - Logan Lerman como Charlie Kelmeckis – The Perks of Being a Wallflower - Kara Hayward como Suzy Bishop – Moonrise Kingdom - Suraj Sharma como Piscine Molitor "Pi" Patel – Life of Pi - Elle Fanning como Ginger – Ginger & Rosa - Tom Holland como Lucas Bennett – The Impossible | Melhor Elenco - Silver Linings Playbook - Argo - The Best Exotic Marigold Hotel - Les Misérables - Lincoln - Moonrise Kingdom |
| Melhor Roteiro Original - Quentin Tarantino – Django Unchained - John Gatins – Flight - Rian Johnson – Looper - Paul Thomas Anderson – The Master - Wes Anderson e Roman Coppola – Moonrise Kingdom - Mark Boal – Zero Dark Thirty | Melhor Roteiro Adaptado - Tony Kushner – Lincoln - Chris Terrio – Argo - David Magee – Life of Pi - Stephen Chbosky – The Perks of Being a Wallflower - David O. Russell – Silver Linings Playbook |
| Melhor Filme de Animação - Wreck-It Ralph - Brave - Frankenweenie - Ice Age: Continental Drift - Madagascar 3: Europe's Most Wanted - Rise of the Guardians | Melhor Filme de Ação - Skyfall - The Amazing Spider-Man - The Avengers - The Dark Knight Rises - Looper |
| Melhor Ator em Filme de Ação - Daniel Craig como James Bond – Skyfall - Christian Bale como Bruce Wayne / Batman – The Dark Knight Rises - Robert Downey Jr. como Tony Stark / Homem de Ferro – The Avengers - Joseph Gordon-Levitt como Young Joe – Looper - Jake Gyllenhaal como Brian Taylor – End of Watch                                                                 | Melhor Atriz em Filme de Ação - Jennifer Lawrence como Katniss Everdeen – The Hunger Games - Emily Blunt como Sara – Looper - Gina Carano como Mallory Kane – Haywire - Judi Dench como M – Skyfall - Anne Hathaway como Selina Kyle / Mulher-Gato – The Dark Knight Rises                                                                       |
| Melhor Filme de Sci-Fi/Horror - Looper - The Cabin in the Woods - Prometheus | Melhor Filme de Comédia - Silver Linings Playbook - 21 Jump Street - Bernie - Ted - This Is 40 - The Three Stooges |
| Melhor Ator em Filme de Comédia - Bradley Cooper como Patrizio "Pat" Solitano, Jr. – Silver Linings Playbook - Jack Black como Bernie Tiede – Bernie - Paul Rudd como Pete – This Is 40 - Channing Tatum como Greg Jenko / Brad McQuaid – 21 Jump Street - Mark Wahlberg como John Bennett – Ted                                                                               | Melhor Atriz em Filme de Comédia - Jennifer Lawrence como Tiffany Maxwell – Silver Linings Playbook - Mila Kunis como Lori Collins – Ted - Shirley MacLaine como Marjorie "Marge" Nugent – Bernie - Leslie Mann como Debbie – This Is 40 - Rebel Wilson como Fat Amy – Pitch Perfect                                                             |
| Melhor Filme Estrangeiro - Amour ( França) - Intouchables ( França) - En kongelig affære ( Dinamarca) - De rouille et d'os ( França) | Melhor Documentário - Searching for Sugar Man - Bully - The Central Park Five - The Imposter - The Queen of Versailles - West of Memphis |
| Melhor Direção de Arte - Sarah Greenwood e Katie Spencer – Anna Karenina - Dan Hennah, Ra Vincent e Simon Bright – The Hobbit: An Unexpected Journey - Eve Stewart e Anna Lynch-Robinson – Les Misérables - David Gropman e Anna Pinnock – Life of Pi - Rick Carter e Jim Erickson – Lincoln                                                                                   | Melhor Cinematografia - Claudio Miranda – Life of Pi - Janusz Kamiński – Lincoln - Danny Cohen – Les Misérables - Mihai Mălaimare Jr. – The Master - Roger Deakins – Skyfall |
| Melhor Figurino - Jacqueline Durran – Anna Karenina - Kym Barrett e Pierre-Yves Gayraud – Cloud Atlas - Bob Buck, Ann Maskrey e Richard Taylor – The Hobbit: An Unexpected Journey - Paco Delgado – Les Misérables - Joanna Johnston – Lincoln | Melhor Edição - William Goldenberg e Dylan Tichenor – Zero Dark Thirty - William Goldenberg – Argo - Melanie Ann Oliver e Chris Dickens – Les Misérables - Tim Squyres – Life of Pi - Michael Kahn – Lincoln |
| Melhor Maquiagem - Cloud Atlas - The Hobbit: An Unexpected Journey - Les Misérables - Lincoln | Melhores Efeitos Visuais - Life of Pi - The Avengers - Cloud Atlas - The Dark Knight Rises - The Hobbit: An Unexpected Journey |
| Melhor Trilha Sonora - John Williams – Lincoln - Alexandre Desplat – Argo - Mychael Danna – Life of Pi - Jonny Greenwood – The Master - Alexandre Desplat – Moonrise Kingdom | Melhor Canção - "Skyfall" – Adele e Paul Epworth – Skyfall - "For You" – Monty Powell e Keith Urban – Act of Valor - "Learn Me Right" – Mumford & Sons – Brave - "Still Alive" – Paul Williams – Paul Williams Still Alive - "Suddenly" – Claude-Michel Schönberg, Alain Boublil e Herbert Kretzmer – Les Misérables                             |